# Mansoor (worstelaar)
Mansoor Abdul Aziz Al-Shehail (Riyad, Saoedi-Arabië, 28 oktober 1995), beter bekend als Mansoor, is een Saoedi-Arabische professioneel worstelaar die sinds 2018 actief is in de World Wrestling Entertainment. Hij is de eerste Saoedische worstelaar die werkt voor WWE.

## Privé leven
Mansoor is op 27 april 2021 getrouwd met zijn vriendin Mia Carey.

## Prestaties
- East Bay Pro Wrestling
  - EBPW Championship (1 keer)[5]
- Pro Wrestling Illustrated
  - Gerangschikt op nummer 181 van de top 500 worstelaars in de PWI 500 in 2021[6]
- WWE
  - 51-man Battle Royal[7]